# Sydney Hervé Aufrère
Pour les articles homonymes, voir Aufrère.
 (mars 2024).
Si vous disposez d'ouvrages ou d'articles de référence ou si vous connaissez des sites web de qualité traitant du thème abordé ici, merci de compléter l'article en donnant les références utiles à sa vérifiabilité et en les liant à la section « Notes et références ».
Sydney Hervé Aufrère (né le 2 juillet 1951 à Boulogne-Billancourt) est un égyptologue-archéologue français, directeur de recherche au CNRS.

## Biographie
Il est titulaire d'un doctorat de IIIe cycle (sujet : Le Livre des Rois de la XIIe dynastie), obtenu à l'université Paris IV-Sorbonne, avec comme directeur le professeur Jean Leclant, et d'un doctorat d'État (sujet : L'univers minéral dans la pensée religieuse égyptienne), obtenu à l'université Lumière-Lyon-II, directeur Jean-Claude Goyon.
De 1973 à 1976, il travaille au département des antiquités égyptiennes du musée du Louvre puis, pendant seize mois (1976-1977), au « Centre de documentation pour l'Égypte ancienne » (CEDAE), au Caire. Il participe, de 1976 à 1980, aux travaux de dégagements dans la vallée des Reines (tombe de Touy) et du Ramesséum.
De 1981 à 1983, il est chargé de travaux dirigés d'archéologie égyptienne à l'École du Louvre, puis en 1983 et 1984, il est chargé de cours d'épigraphie égyptienne dans cette même école.
De 1985 à 1989, en tant que membre scientifique de l'Institut français d'archéologie orientale au Caire, il participe aux fouilles et aux missions de l'IFAO.
En 1991, nommé directeur de recherche au CNRS, il est rattaché à l'université Paul-Valéry-Montpellier de 1991 à 2005. De 1992 à 2003, il y dirige l'unité spécialisée dans les textes de l’époque ptolémaïque.
Depuis octobre 2005, il est attaché au centre Paul-Albert Février de l'université de Provence-Aix-Marseille.

## Publications
- Égypte et Provence, civilisation, survivances et cabinet de curiosités, Avignon, Fondation du musée Calvet, 1985 ;
- La momie et la tempête : la curiosité égyptienne en Provence au début du XVIIe siècle, Avignon, A. Barthélemy, 1990 ;
- avec Jean-Claude Golvin et Jean-Claude Goyon, L'Égypte restituée, sites et temples de Haute-Égypte, vol. tome 1, Paris, Éditions Errance, 1991 ;
- L'univers minéral dans la pensée égyptienne, I-II, Le Caire, Institut français d'archéologie orientale, coll. « BdE », 1991 ;
- avec Jean-Claude Golvin et Jean-Claude Goyon, L'Égypte restituée, Sites et temples des déserts, vol. tome 2, Paris, Éditions Errance, 1994 ;
- Dieux du désert égyptien, Ha et la défense mythique des déserts de l'ouest [« L'archéologue, no 11 »], Paris, Archéologie nouvelle, 1995 ;
- Description de l'Égypte, ou, recueil des observations et des recherches qui ont été faites en Égypte pendant l'expédition de l'Armée française, publié sous les ordres de Napoléon Bonaparte, France, Bibliothèque de l'Image, 1997 ;
- avec Jean-Claude Golvin et Jean-Claude Goyon, L'Égypte restituée, sites, temples et pyramides de Moyenne et Basse Égypte de la naissance de la civilisation pharaonique à l'époque gréco-romaine, vol. tome 3, Paris, Éditions Errance, 1997 ;
- Un prolongement méditerranéen du mythe de la Lointaine à l’époque tardive, Le Caire, Institut français d'archéologie orientale, 1998, p. 19-39 ;
- Encyclopédie religieuse de l'univers végétal, Montpellier, Université Paul Valéry-Montpellier III, 1999-2001 ;
- Le propylône d'Amon-Rê-Montou à Karnak Nord, Le Caire, Institut français d'archéologie orientale, coll. « MIFAO, no 117 », 2000 ;
- avec Maximilien Dauber, L'Égypte en question, Avignon, Éditions A. Barthélemy, 2005, 83 p. (ISBN 2-87923-215-5).